# Intel Core i7
Pour les articles homonymes, voir Core et Intel Core.

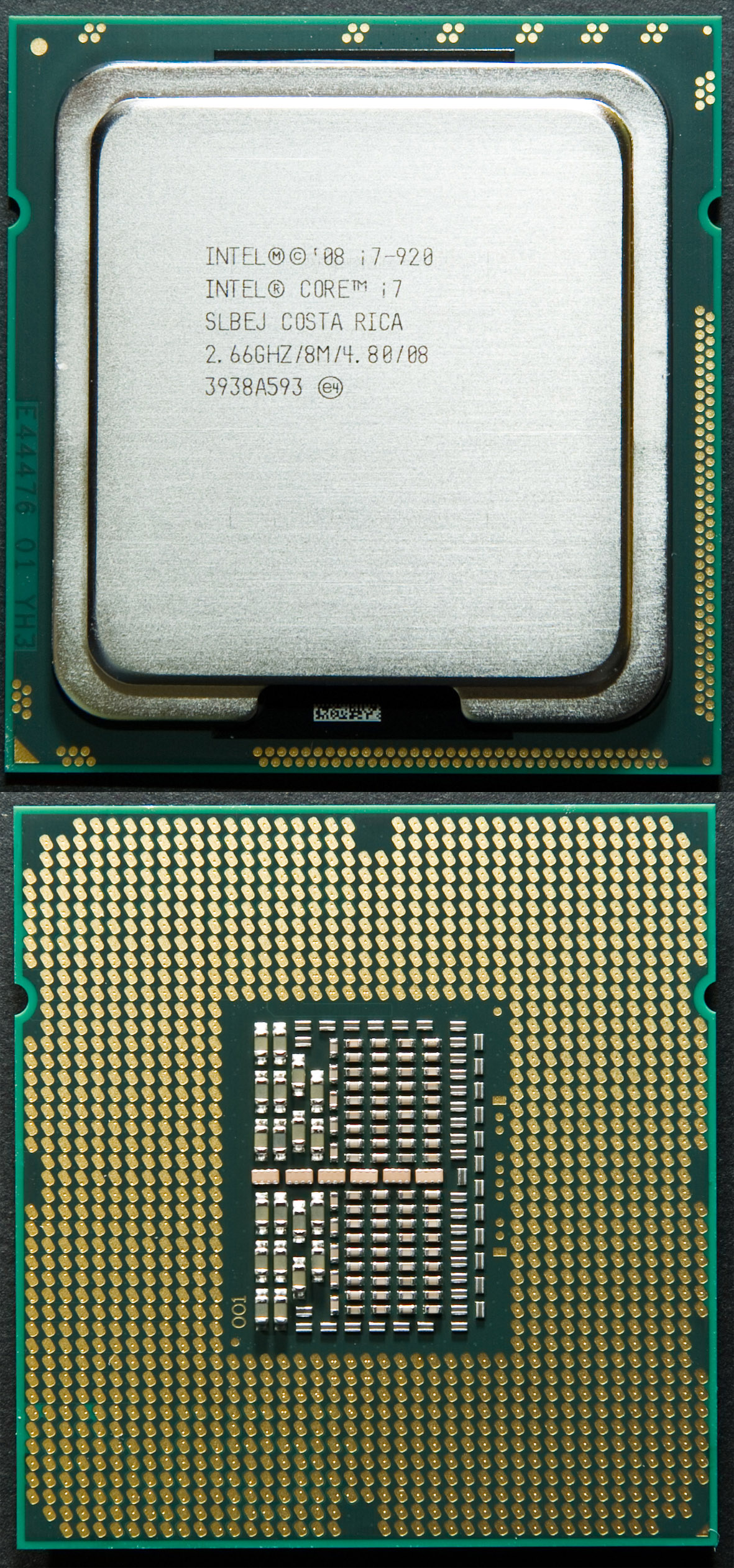
Intel Core i7 920.

La marque Core i7 d'Intel est utilisée pour ses microprocesseurs grand public haut de gamme depuis novembre 2008. Les marques Core i5, Core i3 et Core i9 sont apparues ensuite.
Techniquement, les Core i7 peuvent appartenir aux familles Nehalem, Westmere, Sandy Bridge, Ivy Bridge, Haswell, Skylake, Kaby Lake et Coffee Lake. 
Ces processeurs sont généralement utilisés pour le rendu 3D et autres logiciels, en général accompagnés d'une carte graphique hors processeur. 
Leurs indices Passmark vont en entrée de gamme de 2 534 pour le modèle 4500U (2013, 1,8 GHz), et 10 076 pour le 10710U (2019, 1,10 GHz), destinés aux portables, à 2,50 GHz à 19 000 (6950X à 3,00 GHz). Les Core i7 ont de deux à dix cœurs selon la gamme et la génération. On remarquera les progrès effectués tant en vitesse qu'en consommation pour les modèles U. 

## Détails techniques
En 2008, la commercialisation des Core i7 marque l'avènement de la nouvelle microarchitecture Nehalem chargée de remplacer l'ancienne architecture Core. 

### Les sockets utilisés
- LGA 1156
- LGA 1366
- LGA 1155
- LGA 1150
- LGA 1151
- LGA 2011
- LGA 2011-3
- LGA 2066
- LGA 1200
- LGA 1700

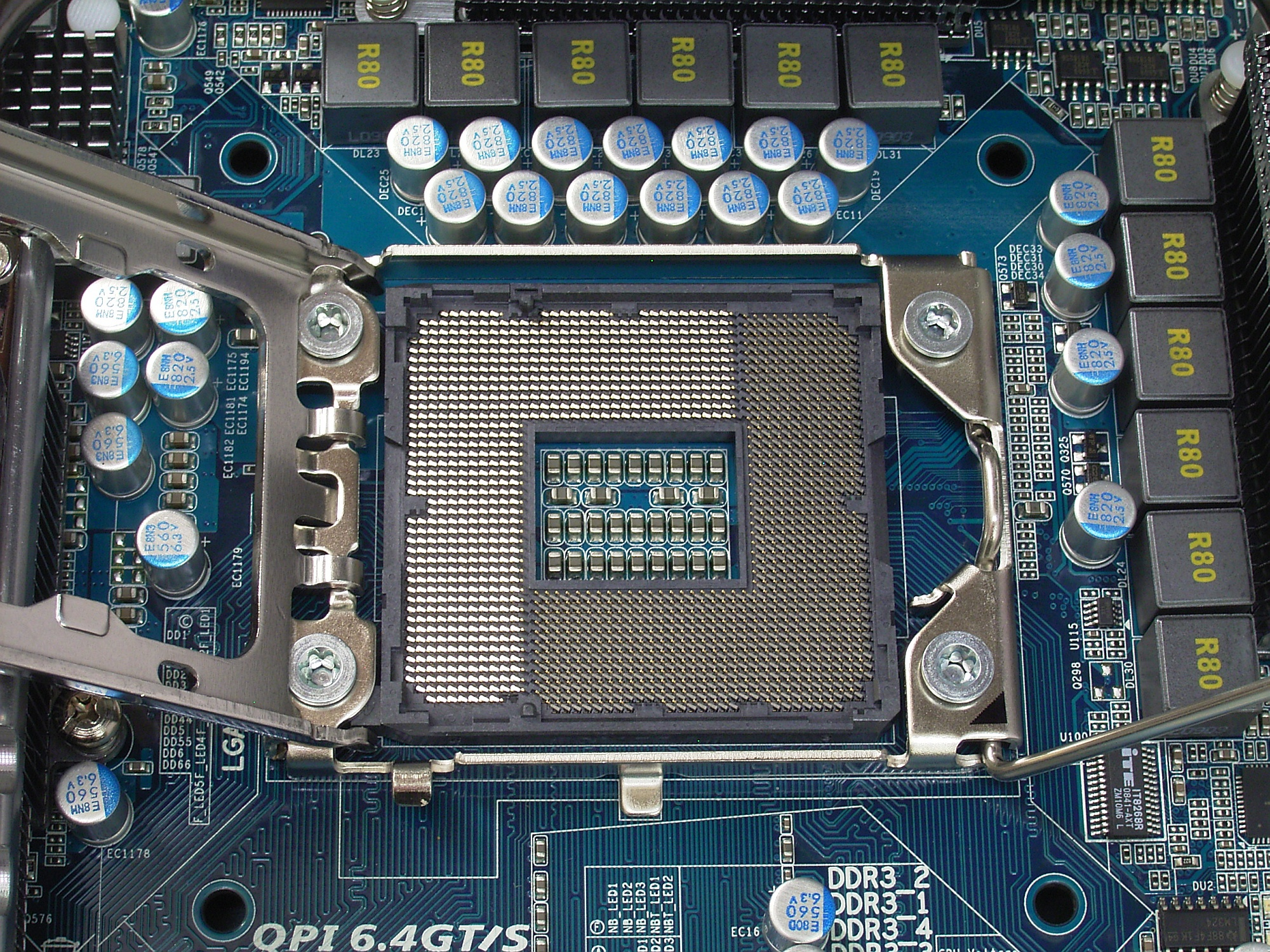
Socket LGA 1366.

Les Core i7 de la famille Nehalem utilisent deux sockets différents : LGA 1366 pour les modèles Bloomfield (Core i7 9xx) et LGA 1156 pour les modèles Lynnfield (Core i7 8xx et Core i5). La présence au sein d'une même gamme de deux sockets distincts pose un problème d'une part en termes d'évolution là où Intel ne proposait précédemment que le LGA 775 et d'autre part en termes de communication vis-à-vis du consommateur.

### L'hyper-threading
La commercialisation des Core i7 marque le retour de la technologie Hyper-threading (SMT deux voies) qui avait disparu depuis les Pentium 4.

### Le Turbo Boost
La technologie Turbo Boost a été officiellement présentée au cours de l'IDF 2008 de San Francisco. Elle permet de désactiver à la volée certains cœurs tout en augmentant la fréquence des autres. Son impact sur le(s) processeur(s) est d'autant plus grand que l'on désactive des cœurs. La hausse de fréquence s'effectue par pas de 133 MHz, appelés bins par la documentation technique d'Intel. Une hausse de 2 bins équivaut ainsi à une augmentation de 266 MHz de chaque cœur actif. Cette solution permet ainsi de mieux tirer profit des applications non développées pour la gestion multi-cœur. Elle se distingue toutefois de la technologie employée sur les Penryn mobiles, qui se fonde sur les informations fournies par le système d'exploitation. Avec le Turbo Boost, la gestion est interne au processeur.
Le mois suivant, Intel officialisait sa technologie sous le terme Dynamic Speed Technology (DST), qui a depuis été renommée Turbo Boost.

### Le contrôleur mémoire
Le contrôleur des processeurs Bloomfield communique avec la mémoire à travers trois canaux, tandis que celui des processeurs Lynnfield communique avec la mémoire à travers deux canaux.
Plus récemment, les modèles basés sur la plateforme LGA 2011-3 profitent d'un contrôleur quad-channel (quatre canaux mémoire).

### Bug et autres problèmes

#### Sockets 1156 défectueux
À la suite de tests poussés d'augmentation de fréquence sur un Core i7 870, le site AnandTech ainsi que plusieurs utilisateurs ont endommagé sérieusement leurs cartes-mères à base de chipset P55 et leurs processeurs. À la suite d'investigations, le responsable serait le socket LGA 1156 conçu par Foxconn dont les mauvais contacts socket-processeur empêcheraient ce dernier de recevoir correctement toute l'énergie nécessaire. En réponse à ce problème, les fabricants de cartes-mères ont échangé leur socket pour des modèles de marques Lotes ou Tyco/AMP. Dans le même temps, Foxconn a réagi en réalisant de nouveaux sockets.

#### Surchauffe des Skylake et Kaby Lake
Après beaucoup de messages d'utilisateurs mécontents sur le forum Intel, la marque a confirmé des problèmes de surchauffe sur certains i7 7700K. Il est déconseillé, dans le même communiqué, de surcadencer son processeur. Le souci serait en partie dû à la pâte thermique utilisée entre le die et l'IHS qui serait de qualité moyenne, notamment sur les modèles de 6e et 7e génération.

## La gamme pour PC de Bureau

### Westmere 'Gulftown'
Pressenti pour être nommé Core i9, le premier processeur sextuple-cœur conçu par Intel pour le grand public est finalement commercialisé sous le nom de Core i7 980X. C'est le premier de la gamme à appartenir à la famille Westmere et donc à être gravé en 32 nm.
| Modèle                      | Cœurs | Threads | Fréquence | Turbo Boost                                                     | Cache      | Cache       | Cache  | Mult. | Tension | Révision | TDP   | bus                              | Socket   | Référence | Commercialisation | Commercialisation | Commercialisation |
| Modèle                      | Cœurs | Threads | Fréquence | Turbo Boost                                                     | L1         | L2          | L3     | Mult. | Tension | Révision | TDP   | bus                              | Socket   | Référence | Début             | Fin               |                   |
| --------------------------- | ----- | ------- | --------- | --------------------------------------------------------------- | ---------- | ----------- | ------ | ----- | ------- | -------- | ----- | -------------------------------- | -------- | --------- | ----------------- | ----------------- | ----------------- |
| Core i7 900 Extreme Edition |       |         |           |                                                                 |            |             |        |       |         |          |       |                                  |          |           |                   |                   |                   |
| 990X                        | 6     | 12      | 3,46 GHz  | 3,60 (1) - 3,60 (1) - 3,60 (1) - 3,60 (1) - 3,73 (2) - 3,73 (2) | 6 × 64 Kio | 6 × 256 Kio | 12 Mio | 26    |         | D0       | 130 W | QPI 6,4 GT/s + 3×DDR3 1,333 GT/s | LGA 1366 |           | 01 jan 2011       |                   |                   |
| 980X                        | 6     | 12      | 3,33 GHz  | 3,46 (1) - 3,46 (1) - 3,46 (1) - 3,46 (1) - 3,60 (2) - 3,60 (2) | 6 × 64 Kio | 6 × 256 Kio | 12 Mio | 25    |         | D0       | 130 W | QPI 6,4 GT/s + 3×DDR3 1,333 GT/s | LGA 1366 |           | 11 mars 2010      |                   |                   |
| Core i7 900                 |       |         |           |                                                                 |            |             |        |       |         |          |       |                                  |          |           |                   |                   |                   |
| 970                         | 6     | 12      | 3,20 GHz  | 3,33 (1) - 3,33 (1) - 3,33 (1) - 3,33 (1) - 3,46 (2) - 3,46 (2) | 6 × 64 Kio | 6 × 256 Kio | 12 Mio | 24    |         |          | 130 W | QPI 4,8 GT/s + 3×DDR3 1,333 GT/s | LGA 1366 |           | juillet 2010      |                   |                   |

### Nehalem 'Bloomfield'
La gamme Core i7 9xx correspond au segment très haut de gamme en dehors du Gulftown. La révision D0 est apparue à la suite de la commercialisation du Core i7 975 XE et a entrainé une légère refonte de la gamme : les Core i7 940 et 965 XE ont respectivement été remplacés par les modèles 950 et 975 XE tandis que le 920 a lui aussi bénéficié de cette nouvelle révision. Ce dernier est toutefois remplacé par le i7 930 à partir de janvier 2010.

#### Révision D0
La première révision des Bloomfield Core i7 a été introduite à la suite de la commercialisation du Core i7 975. Bien que Intel n'ait pas communiqué sur les évolutions de ce stepping, on peut noter une légère amélioration des performances par rapport aux révisions C0. La consommation en charge diminue légèrement et permet une meilleure stabilité du processeur pour l'overclocking, ainsi le 975 XE peut aisément atteindre les 4 GHz contrairement au 965 XE qui reste en dessous.

#### Liste des processeurs
| Modèle                      | Cœurs | Threads | Fréquence | Turbo Boost                               | Cache      | Cache       | Cache | Mult. | Tension       | Révision | TDP   | bus                              | Socket   | Référence       | Commercialisation | Commercialisation | Commercialisation |
| Modèle                      | Cœurs | Threads | Fréquence | Turbo Boost                               | L1         | L2          | L3    | Mult. | Tension       | Révision | TDP   | bus                              | Socket   | Référence       | Début             | Fin               |                   |
| --------------------------- | ----- | ------- | --------- | ----------------------------------------- | ---------- | ----------- | ----- | ----- | ------------- | -------- | ----- | -------------------------------- | -------- | --------------- | ----------------- | ----------------- | ----------------- |
| Core i7 900 Extreme Edition |       |         |           |                                           |            |             |       |       |               |          |       |                                  |          |                 |                   |                   |                   |
| 975 XE                      | 4     | 8       | 3,33 GHz  | 3,46 (1) - 3,46 (1) - 3,46 (1) - 3,60 (2) | 4 × 64 Kio | 4 × 256 Kio | 8 Mio | ×25   | 0,8 - 1,375 V | D0       | 130 W | QPI 6,4 GT/s + 3×DDR3 1,333 GT/s | LGA 1366 | AT80601002274AA | 2 juin 2009       | 18 février 2011   |                   |
| 965 XE                      | 4     | 8       | 3,20 GHz  | 3,33 (1) - 3,33 (1) - 3,33 (1) - 3,46 (2) | 4 × 64 Kio | 4 × 256 Kio | 8 Mio | ×24   | 0,8 - 1,375 V | C0       | 130 W | QPI 6,4 GT/s + 3×DDR3 1,333 GT/s | LGA 1366 | AT80601000921AA | 17 novembre 2008  | 4 septembre 2009  |                   |
| Core i7 900                 |       |         |           |                                           |            |             |       |       |               |          |       |                                  |          |                 |                   |                   |                   |
| 960                         | 4     | 8       | 3,20 GHz  | 3,33 (1) - 3,33 (1) - 3,33 (1) - 3,46 (2) | 4 × 64 Kio | 4 × 256 Kio | 8 Mio | ×24   | 0,8 - 1,375 V | D0       | 130 W | QPI 4,8 GT/s + 3×DDR3 1,066 GT/s | LGA 1366 | AT80601002112AA | 20 octobre 2009   |                   |                   |
| 950                         | 4     | 8       | 3,06 GHz  | 3,20 (1) - 3,20 (1) - 3,20 (1) - 3,33 (2) | 4 × 64 Kio | 4 × 256 Kio | 8 Mio | ×23   | 0,8 - 1,375 V | D0       | 130 W | QPI 4,8 GT/s + 3×DDR3 1,066 GT/s | LGA 1366 | AT80601002112AA | 2 juin 2009       |                   |                   |
| 940                         | 4     | 8       | 2,93 GHz  | 3,06 (1) - 3,06 (1) - 3,06 (1) - 3,20 (2) | 4 × 64 Kio | 4 × 256 Kio | 8 Mio | ×22   | 0,8 - 1,375 V | C0       | 130 W | QPI 4,8 GT/s + 3×DDR3 1,066 GT/s | LGA 1366 | AT80601000918AA | 17 novembre 2008  | 4 septembre 2009  |                   |
| 930                         | 4     | 8       | 2,80 GHz  | 2,93 (1) - 2,93 (1) - 2,93 (1) - 3,06 (2) | 4 × 64 Kio | 4 × 256 Kio | 8 Mio | ×21   | 0,8 - 1,375 V | D0       | 130 W | QPI 4,8 GT/s + 3×DDR3 1,066 GT/s | LGA 1366 | AT80601000897AA | 1er mars 2010     |                   |                   |
| 920                         | 4     | 8       | 2,66 GHz  | 2,80 (1) - 2,80 (1) - 2,80 (1) - 2,93 (2) | 4 × 64 Kio | 4 × 256 Kio | 8 Mio | ×20   | 0,8 - 1,375 V | C0 - D0  | 130 W | QPI 4,8 GT/s + 3×DDR3 1,066 GT/s | LGA 1366 | AT80601000741AA | 17 novembre 2008  | 24 septembre 2010 |                   |

### Nehalem 'Lynnfield'
Déclinaison supérieure de la gamme Core i5 Lynnfield, le Core i7 Lynnfield se présente comme une déclinaison abordable du haut de gamme grâce entre autres à son socket LGA1156. Bénéficiant d'un TDP inférieur au Bloomfield, il se distingue aussi par un Turbo Boost plus généreux (jusqu'à 5 bins) mais reste cantonné à des fréquences initiales inférieures.
| Modèle       | Cœurs | Threads | Fréquence | Turbo Boost                               | Cache      | Cache       | Cache | Mult. | Tension | Révision | TDP  | bus                                        | Socket   | Référence       | Commercialisation | Commercialisation | Commercialisation |
| Modèle       | Cœurs | Threads | Fréquence | Turbo Boost                               | L1         | L2          | L3    | Mult. | Tension | Révision | TDP  | bus                                        | Socket   | Référence       | Début             | Fin               |                   |
| ------------ | ----- | ------- | --------- | ----------------------------------------- | ---------- | ----------- | ----- | ----- | ------- | -------- | ---- | ------------------------------------------ | -------- | --------------- | ----------------- | ----------------- | ----------------- |
| Core i7 800K |       |         |           |                                           |            |             |       |       |         |          |      |                                            |          |                 |                   |                   |                   |
| 875K         | 4     | 8       | 2,93 GHz  | 3,20 (2) - 3,20 (2) - 3,46 (4) - 3,60 (5) | 4 × 64 Kio | 4 × 256 Kio | 8 Mio | 22+   |         | B1       | 95 W | DMI 2,5 GT/s + 2×DDR3 + 16×PCI-express 2.0 | LGA 1156 |                 |                   |                   |                   |
| Core i7 800  |       |         |           |                                           |            |             |       |       |         |          |      |                                            |          |                 |                   |                   |                   |
| 880          | 4     | 8       | 3,06 GHz  | 3,33 (2) - 3,33 (2) - 3,60 (4) - 3,73 (5) | 4 × 64 Kio | 4 × 256 Kio | 8 Mio | 23    |         | B1       | 95 W | DMI 2,5 GT/s + 2×DDR3 + 16×PCI-express 2.0 | LGA 1156 |                 |                   |                   |                   |
| 870          | 4     | 8       | 2,93 GHz  | 3,20 (2) - 3,20 (2) - 3,46 (4) - 3,60 (5) | 4 × 64 Kio | 4 × 256 Kio | 8 Mio | 22    |         | B1       | 95 W | DMI 2,5 GT/s + 2×DDR3 + 16×PCI-express 2.0 | LGA 1156 | BV80605001905AI | 9 septembre 2009  |                   |                   |
| 860          | 4     | 8       | 2,80 GHz  | 2,93 (1) - 2,93 (1) - 3,33 (4) - 3,46 (5) | 4 × 64 Kio | 4 × 256 Kio | 8 Mio | 21    |         | B1       | 95 W | DMI 2,5 GT/s + 2×DDR3 + 16×PCI-express 2.0 | LGA 1156 | BV80605001908AK | 9 septembre 2009  | 1er août 2010     |                   |
| Core i7 800S |       |         |           |                                           |            |             |       |       |         |          |      |                                            |          |                 |                   |                   |                   |
| 870S         | 4     | 8       | 2,66 GHz  | 2,80 (1) - 2,80 (1) - 3,20 (4) - 3,20 (4) | 4 × 64 Kio | 4 × 256 Kio | 8 Mio | 20    |         | B1       | 82 W | DMI 2,5 GT/s + 2×DDR3 + 16×PCI-express 2.0 | LGA 1156 |                 |                   |                   |                   |
| 860S         | 4     | 8       | 2,53 GHz  | 2,53 (0) - 2,53 (0) - 3,33 (6) - 3,46 (7) | 4 × 64 Kio | 4 × 256 Kio | 8 Mio | 19    |         | B1       | 82 W | DMI 2,5 GT/s + 2×DDR3 + 16×PCI-express 2.0 | LGA 1156 |                 | 1er trim. 2010    |                   |                   |

### Sandy Bridge
Note : les IGP marqués d'une étoile (*) sont des modèles HD 2000, les IGP marqués de deux étoiles (**) sont des modèles HD 3000.
| Modèle        | Cœurs (threads) | Fréquence | Fréquence | Fréquence            | Cache      | Cache       | Cache  | Mult. | Tension        | Révision (Sspec)      | TDP   | bus                                               | Socket   | Référence                      | Commercialisation | Commercialisation | Commercialisation |
| Modèle        | Cœurs (threads) | Cœurs     | Turbo     | IGP                  | L1         | L2          | L3     | Mult. | Tension        | Révision (Sspec)      | TDP   | bus                                               | Socket   | Référence                      | Début             | Fin               |                   |
| ------------- | --------------- | --------- | --------- | -------------------- | ---------- | ----------- | ------ | ----- | -------------- | --------------------- | ----- | ------------------------------------------------- | -------- | ------------------------------ | ----------------- | ----------------- | ----------------- |
| Core i7 2000K |                 |           |           |                      |            |             |        |       |                |                       |       |                                                   |          |                                |                   |                   |                   |
| 2600K         | 4 (8)           | 3,4 GHz   | 3,8 GHz   | 850 MHz (1,35 GHz)** | 4 × 64 Kio | 4 × 256 Kio | 8 Mio  | ×34   |                | D2 (SR00C)            | 95 W  | 2×DDR3 + DMI 20 Gbit/s + FDI + 16×PCI-express 2.0 | LGA 1155 | CM8062300833908 BX80623I72600K | T1 2011           | 29 mars 2013      |                   |
| 2700K         | 4 (8)           | 3,5 GHz   | 3,9 GHz   | 850 MHz (1,35 GHz)** | 4 × 64 Kio | 4 × 256 Kio | 8 Mio  | ×35   |                | D2 (SR0DG)            | 95 W  | 2×DDR3 + DMI 20 Gbit/s + FDI + 16×PCI-express 2.0 | LGA 1155 | CM8062301124100 BX80623I72700K | octobre 2011      | 29 mars 2013      |                   |
| Core i7 2000  |                 |           |           |                      |            |             |        |       |                |                       |       |                                                   |          |                                |                   |                   |                   |
| 2600          | 4 (8)           | 3,4 GHz   | 3,8 GHz   | 850 MHz (1,35 GHz)*  | 4 × 64 Kio | 4 × 256 Kio | 8 Mio  | ×34   |                | D2 (SR00B)            | 95 W  | 2×DDR3 + DMI 20 Gbit/s + FDI + 16×PCI-express 2.0 | LGA 1155 | CM8062300834302 BX80623I72600  | 5 janvier 2011    | 29 mars 2013      |                   |
| Core i7 2000S |                 |           |           |                      |            |             |        |       |                |                       |       |                                                   |          |                                |                   |                   |                   |
| 2600S         | 4 (8)           | 2,8 GHz   | 3,8 GHz   | 850 MHz (1,35 GHz)*  | 4 × 64 Kio | 4 × 256 Kio | 8 Mio  | ×28   |                | D2 (SR00E)            | 65 W  | 2×DDR3 + DMI 20 Gbit/s + FDI + 16×PCI-express 2.0 | LGA 1155 | CM8062300835604 BX80623I72600S | T1 2011           | 29 mars 2013      |                   |
| Core i7 3000  |                 |           |           |                      |            |             |        |       |                |                       |       |                                                   |          |                                |                   |                   |                   |
| 3820          | 4 (8)           | 3,6 GHz   | 3,8 GHz   | -                    | 4 × 64 Kio | 4 × 256 Kio | 10 Mio | ×36   | 0,6 V – 1,35 V | M1 (SR0LD)            | 130 W | 4×DDR3 + DMI 20 Gbit/s + 40×PCI-express 2.0       | LGA 2011 | CM8061901049606 BX80619I73820  | T1 2012           |                   |                   |
| Core i7 3000K |                 |           |           |                      |            |             |        |       |                |                       |       |                                                   |          |                                |                   |                   |                   |
| 3930K         | 6 (12)          | 3,2 GHz   | 3,8 GHz   | -                    | 6 × 64 Kio | 6 × 256 Kio | 12 Mio | ×32   | 0,6 V – 1,35 V | C1 (SR0H9) C2 (SR0KY) | 130 W | 4×DDR3 + DMI 20 Gbit/s + 40×PCI-express 2.0       | LGA 2011 | CM8061901100802 BX80619I73930K | 14 novembre 2011  |                   |                   |
| Core i7 3000X |                 |           |           |                      |            |             |        |       |                |                       |       |                                                   |          |                                |                   |                   |                   |
| 3960X         | 6 (12)          | 3,3 GHz   | 3,9 GHz   | -                    | 6 × 64 Kio | 6 × 256 Kio | 15 Mio | ×33   | 0,6 V – 1,35 V | C1 (SR0GW) C2 (SR0KF) | 130 W | 4×DDR3 + DMI 20 Gbit/s + 40×PCI-express 2.0       | LGA 2011 | CM8061907184018 BX80619I73960X | 14 novembre 2011  |                   |                   |
| 3970X         | 6 (12)          | 3,5 GHz   | 4 GHz     | -                    | 6 × 64 Kio | 6 × 256 Kio | 15 Mio | ×35   | 0,6 V – 1,35 V | C2 (SR0WR)            | 150 W | 4×DDR3 + DMI 20 Gbit/s + 40×PCI-express 2.0       | LGA 2011 | CM8061901281201 BX80619I73970X | T4 2012           |                   |                   |

### Ivy Bridge
Gravés en 22 nm et 32 nm, les processeurs Core i7 Ivy Bridge embarquent un IGP HD Graphics 4000.
| Modèle       | Cœurs (threads) | Fréquence | Fréquence | Fréquence          | Cache      | Cache       | Cache | Mult. | Tension | Révision (Sspec) | TDP  | bus                                     | Socket   | Référence                      | Commercialisation | Commercialisation | Commercialisation |
| Modèle       | Cœurs (threads) | Cœurs     | Turbo     | IGP                | L1         | L2          | L3    | Mult. | Tension | Révision (Sspec) | TDP  | bus                                     | Socket   | Référence                      | Début             | Fin               |                   |
| ------------ | --------------- | --------- | --------- | ------------------ | ---------- | ----------- | ----- | ----- | ------- | ---------------- | ---- | --------------------------------------- | -------- | ------------------------------ | ----------------- | ----------------- | ----------------- |
| Core i7 3700 |                 |           |           |                    |            |             |       |       |         |                  |      |                                         |          |                                |                   |                   |                   |
| 3770K        | 4 (8)           | 3,5 GHz   | 3,9 GHz   | 650 MHz (1,15 GHz) | 4 × 64 Kio | 4 × 256 Kio | 8 Mo  | ×35   |         | E1 (SR0PL)       | 77 W | 2×DDR3 + DMI + FDI + 16×PCI-express 3.0 | LGA 1155 | CM8063701211700 BX80637I73770K | 29 avril 2012     |                   |                   |
| 3770T        | 4 (8)           | 2,5 GHz   | 3,7 GHz   | 650 MHz (1,15 GHz) | 4 × 64 Kio | 4 × 256 Kio | 8 Mo  | ×25   |         | E1 (SR0PQ)       | 45 W | 2×DDR3 + DMI + FDI + 16×PCI-express 3.0 | LGA 1155 | CM8063701212200                | 29 avril 2012     |                   |                   |
| 3770S        | 4 (8)           | 3,1 GHz   | 3,9 GHz   | 650 MHz (1,15 GHz) | 4 × 64 Kio | 4 × 256 Kio | 8 Mo  | ×31   |         | E1 (SR0PN)       | 65 W | 2×DDR3 + DMI + FDI + 16×PCI-express 3.0 | LGA 1155 | CM8063701211900 BX80637I73770S | 29 avril 2012     |                   |                   |
| 3770         | 4 (8)           | 3,4 GHz   | 3,9 GHz   | 650 MHz (1,15 GHz) | 4 × 64 Kio | 4 × 256 Kio | 8 Mo  | ×34   |         | E1 (SR0PK)       | 77 W | 2×DDR3 + DMI + FDI + 16×PCI-express 3.0 | LGA 1155 | CM8063701211600 BX80637I73770  | 29 avril 2012     |                   |                   |

### Haswell
Cette gamme de processeurs gravés en 22 nm et 14 nm (sortis en 2013) embarquent un IGP HD Graphics 4600

### Skylake
Sorti en 2015.

#### Kaby Lake
Sorti en septembre 2016.

#### Coffee Lake
sorti en septembre 2017.

## La gamme pour PC portables
La gamme pour PC portables, initiée avec les cœurs Clarksfield, ne fait plus partie de la gamme Centrino qui disparait en 2009.

### Clarksfield
| Modèle                        | Cœurs | Threads | Fréquence | Turbo Boost                                | Cache      | Cache       | Cache | Mult. | Tension | Révision | TDP  | bus                                        | Socket  | Référence       | Commercialisation | Commercialisation | Commercialisation |
| Modèle                        | Cœurs | Threads | Fréquence | Turbo Boost                                | L1         | L2          | L3    | Mult. | Tension | Révision | TDP  | bus                                        | Socket  | Référence       | Début             | Fin               |                   |
| ----------------------------- | ----- | ------- | --------- | ------------------------------------------ | ---------- | ----------- | ----- | ----- | ------- | -------- | ---- | ------------------------------------------ | ------- | --------------- | ----------------- | ----------------- | ----------------- |
| Core i7 900XM Extreme Edition |       |         |           |                                            |            |             |       |       |         |          |      |                                            |         |                 |                   |                   |                   |
| 940XM                         | 4     | 8       | 2,13 GHz  | 2,40 (2) - 2,40 (2) - 3.20 (8) - 3,33 (9)  | 4 × 32 kio | 4 × 256 kio | 8 Mio | 16    |         | B1       | 55 W | DMI 2,5 GT/s + 2×DDR3 + 16×PCI-express 2.0 | PGA 988 |                 |                   |                   |                   |
| 920XM                         | 4     | 8       | 2,00 GHz  | 2,26 (2) - 2,26 (2) - 3.06 (8) - 3,20 (9)  | 4 × 32 kio | 4 × 256 kio | 8 Mio | 15    |         | B1       | 55 W | DMI 2,5 GT/s + 2×DDR3 + 16×PCI-express 2.0 | PGA 988 | BY80607002529AF | 23 septembre 2009 |                   |                   |
| Core i7 800QM                 |       |         |           |                                            |            |             |       |       |         |          |      |                                            |         |                 |                   |                   |                   |
| 840QM                         | 4     | 8       | 1,86 GHz  | 2,13 (2) - 2,13 (2) - 2,93 (8) - 3,20 (10) | 4 × 32 kio | 4 × 256 kio | 8 Mio | 14    |         | B1       | 45 W | DMI 2,5 GT/s + 2×DDR3 + 16×PCI-express 2.0 | PGA 988 |                 |                   |                   |                   |
| 820QM                         | 4     | 8       | 1,73 GHz  | 2,00 (2) - 2,00 (2) - 2,80 (8) - 3,06 (10) | 4 × 32 kio | 4 × 256 kio | 8 Mio | 13    |         | B1       | 45 W | DMI 2,5 GT/s + 2×DDR3 + 16×PCI-express 2.0 | PGA 988 | BY80607002904AK | 23 septembre 2009 |                   |                   |
| Core i7 700QM                 |       |         |           |                                            |            |             |       |       |         |          |      |                                            |         |                 |                   |                   |                   |
| 740QM                         | 4     | 8       | 1,73 GHz  | 1,86 (1) - 1,86 (1) - 2,53 (6) - 2,93 (9)  | 4 × 32 kio | 4 × 256 kio | 6 Mio | 13    |         | B1       | 45 W | DMI 2,5 GT/s + 2×DDR3 + 16×PCI-express 2.0 | PGA 988 |                 |                   |                   |                   |
| 720QM                         | 4     | 8       | 1,60 GHz  | 1,73 (1) - 1,73 (1) - 2,40 (6) - 2,80 (9)  | 4 × 32 kio | 4 × 256 kio | 6 Mio | 12    |         | B1       | 45 W | DMI 2,5 GT/s + 2×DDR3 + 16×PCI-express 2.0 | PGA 988 | BX80607I7720QM  | 23 septembre 2009 |                   |                   |

### Arrandale
| Modèle        | Cœurs (Thread) | Fréquence | Turbo Boost         | Cache      | Cache       | Cache | Mult. | Tension | Révision | TDP  | bus                                              | Socket | Référence | Commercialisation | Commercialisation | Commercialisation |
| Modèle        | Cœurs (Thread) | Fréquence | Turbo Boost         | L1         | L2          | L3    | Mult. | Tension | Révision | TDP  | bus                                              | Socket | Référence | Début             | Fin               |                   |
| ------------- | -------------- | --------- | ------------------- | ---------- | ----------- | ----- | ----- | ------- | -------- | ---- | ------------------------------------------------ | ------ | --------- | ----------------- | ----------------- | ----------------- |
| Core i7 600M  |                |           |                     |            |             |       |       |         |          |      |                                                  |        |           |                   |                   |                   |
| 640M          | 2 (4)          | 2,80 GHz  | 3,20 (3) - 3,46 (5) | 2 × 64 Kio | 2 × 256 Kio | 4 Mio | 21    |         |          | 35 W | DMI 2,5 GT/s + FDI + 2×DDR3 + 16×PCI-express 2.0 |        |           |                   |                   |                   |
| 620M          | 2 (4)          | 2,66 GHz  | 3,06 (3) - 3,33 (5) | 2 × 64 Kio | 2 × 256 Kio | 4 Mio | 20    |         |          | 35 W | DMI 2,5 GT/s + FDI + 2×DDR3 + 16×PCI-express 2.0 |        |           | 1er trim. 2010    |                   |                   |
| Core i7 600LM |                |           |                     |            |             |       |       |         |          |      |                                                  |        |           |                   |                   |                   |
| 660LM         | 2 (4)          | 2,26 GHz  | 2,80 (4) - 3,06 (6) | 2 × 64 Kio | 2 × 256 Kio | 4 Mio | 17    |         |          | 25 W | DMI 2,5 GT/s + FDI + 2×DDR3 + 16×PCI-express 2.0 |        |           |                   |                   |                   |
| 640LM         | 2 (4)          | 2,13 GHz  | 2,66 (4) - 2,93 (6) | 2 × 64 Kio | 2 × 256 Kio | 4 Mio | 16    |         |          | 25 W | DMI 2,5 GT/s + FDI + 2×DDR3 + 16×PCI-express 2.0 |        |           |                   |                   |                   |
| 620LM         | 2 (4)          | 2,00 GHz  | 2,53 (4) - 2,80 (6) | 2 × 64 Kio | 2 × 256 Kio | 4 Mio | 15    |         |          | 25 W | DMI 2,5 GT/s + FDI + 2×DDR3 + 16×PCI-express 2.0 |        |           |                   |                   |                   |
| Core i7 600UM |                |           |                     |            |             |       |       |         |          |      |                                                  |        |           |                   |                   |                   |
| 680UM         | 2 (4)          | 1,46 GHz  | 2,13 (5) - 2,53 (8) | 2 × 64 Kio | 2 × 256 Kio | 4 Mio | 11    |         |          | 18 W | DMI 2,5 GT/s + FDI + 2×DDR3 + 16×PCI-express 2.0 |        |           |                   |                   |                   |
| 660UM         | 2 (4)          | 1,33 GHz  | 2,00 (5) - 2,40 (8) | 2 × 64 Kio | 2 × 256 Kio | 4 Mio | 10    |         |          | 18 W | DMI 2,5 GT/s + FDI + 2×DDR3 + 16×PCI-express 2.0 |        |           |                   |                   |                   |
| 640UM         | 2 (4)          | 1,20 GHz  | 1,86 (5) - 2,26 (8) | 2 × 64 Kio | 2 × 256 Kio | 4 Mio | 9     |         |          | 18 W | DMI 2,5 GT/s + FDI + 2×DDR3 + 16×PCI-express 2.0 |        |           | 1er trim. 2010    |                   |                   |
| 620UM         | 2 (4)          | 1,06 GHz  | 1,76 (5) - 2,13 (8) | 2 × 64 Kio | 2 × 256 Kio | 4 Mio | 8     |         |          | 18 W | DMI 2,5 GT/s + FDI + 2×DDR3 + 16×PCI-express 2.0 |        |           | 1er trim. 2010    |                   |                   |

### Sandy Bridge
| Modèle            | Cœurs (Thread) | Fréquence | Turbo Boost | Cache      | Cache       | Cache | Mult. | Tension | Révision | TDP  | bus | Socket | Référence | Commercialisation | Commercialisation | Commercialisation |
| Modèle            | Cœurs (Thread) | Fréquence | Turbo Boost | L1         | L2          | L3    | Mult. | Tension | Révision | TDP  | bus | Socket | Référence | Début             | Fin               |                   |
| ----------------- | -------------- | --------- | ----------- | ---------- | ----------- | ----- | ----- | ------- | -------- | ---- | --- | ------ | --------- | ----------------- | ----------------- | ----------------- |
| Core i7 2800QM    |                |           |             |            |             |       |       |         |          |      |     |        |           |                   |                   |                   |
| 2820QM            | 4 (8)          | 2,30 GHz  | 3,40 GHz    | 4 × 64 Kio | 4 × 256 Kio | 8 Mio | 23    |         |          | 45 W |     |        |           |                   |                   |                   |
| Core i7 2700QM    |                |           |             |            |             |       |       |         |          |      |     |        |           |                   |                   |                   |
| 2720QM            | 4 (8)          | 2,20 GHz  | 3,30 GHz    | 4 × 64 Kio | 4 × 256 Kio | 6 Mio | 22    |         |          | 45 W |     |        |           |                   |                   |                   |
| Core i7 2600QM    |                |           |             |            |             |       |       |         |          |      |     |        |           |                   |                   |                   |
| 2635QM            | 4 (8)          | 2,00 GHz  | 2,90 GHz    | 4 × 64 Kio | 4 × 256 Kio | 6 Mio | 20    |         |          | 45 W |     |        |           |                   |                   |                   |
| 2630QM            | 4 (8)          | 2,00 GHz  | 2,90 GHz    | 4 × 64 Kio | 4 × 256 Kio | 6 Mio | 20    |         |          | 45 W |     |        |           |                   |                   |                   |
| Core i7 2600M     |                |           |             |            |             |       |       |         |          |      |     |        |           |                   |                   |                   |
| 2620M             | 2 (4)          | 2,70 GHz  | 3,40 GHz    | 2 × 64 Kio | 2 × 256 Kio | 4 Mio | 27    |         |          | 35 W |     |        |           |                   |                   |                   |
| Core i7 2600M LV  |                |           |             |            |             |       |       |         |          |      |     |        |           |                   |                   |                   |
| 2649M             | 2 (4)          | 2,30 GHz  | 3,20 GHz    | 2 × 64 Kio | 2 × 256 Kio | 4 Mio | 23    |         |          | 25 W |     |        |           |                   |                   |                   |
| 2629M             | 2 (4)          | 2,10 GHz  | 3,00 GHz    | 2 × 64 Kio | 2 × 256 Kio | 4 Mio | 21    |         |          | 25 W |     |        |           |                   |                   |                   |
| Core i7 2600M ULV |                |           |             |            |             |       |       |         |          |      |     |        |           |                   |                   |                   |
| 2657M             | 2 (4)          | 1,60 GHz  | 2,70 GHz    | 2 × 64 Kio | 2 × 256 Kio | 4 Mio | 16    |         |          | 17 W |     |        |           |                   |                   |                   |
| 2617M             | 2 (4)          | 1,50 GHz  | 2,60 GHz    | 2 × 64 Kio | 2 × 256 Kio | 4 Mio | 15    |         |          | 17 W |     |        |           |                   |                   |                   |

### Skylake

#### Kaby Lake
7e génération Intel Core, sortie en août 2016.

## Chipsets compatibles
| Intel |                |             |  |        |     |   |   |   |   |   |
| X58   | octobre 2008   | Tylersburg  |  | 24,1 W | QPI | - | - | - | - | - |
| P55   | septembre 2009 | Ibex Peak   |  |        | DMI | - | - | - | - | - |
| PM55  | septembre 2009 | Ibex Peak-M |  | 3,5 W  | DMI | - | - | - | - | - |

## Performances relatives brutes
Pour évaluer les ordres de grandeur des puissances relatives de ces processeurs, un repère possible est l'indice Passmark. Au 15 septembre 2015, cet indice est de 16 000 pour le Core i7-5960X à 3,00 GHz (bureau), de 4 000 pour le Core i7-3667U à 2,00 GHz (ultraportables).